# 初天皇
初天皇為初三皇之一。道教將傳統三皇之說再擴大分初、中、後三組，後三皇是指天皇、地皇、人皇，即伏羲、女媧和神農。中三皇是指中天皇、中地皇、中人皇。初三皇是初天皇、初地皇、初人皇。一共九皇。
道教将三皇分初、中、後三组。《尚书大传》中所说的燧人氏、伏羲氏、神农氏是指後三皇，在此之前，还有初三皇和中三皇。初三皇还具人形，初天皇君長九寸，披青锦帔，着青锦裙，戴九天宝冠，执飞仙玉策。又说初天皇有十二頭。盘古在初三皇之前。另有一說，盘古即为初天皇。初三皇之后为五帝五人，但未列舉名稱。